# Comblot
Comblot är en kommun i departementet Orne i regionen Normandie i nordvästra Frankrike. Kommunen ligger i kantonen Mortagne-au-Perche som tillhör arrondissementet Mortagne-au-Perche. År 2022 hade Comblot 61 invånare.

## Befolkningsutveckling
Antalet invånare i kommunen Comblot
| Referens: INSEE |